# Associazione Sportiva Junior Libertas Pallacanestro
L'A.S. Junior Libertas Pallacanestro SSDARL è una società di pallacanestro maschile di Casale Monferrato.
Ha disputato un campionato di Serie A e tredici di Serie A2, qualificandosi ai playoff per 9 volte (record per la categoria).
Attualmente, milita nel campionato di Serie B.

## Storia
Fondata nel 1956, nei primi anni della sua storia ha vinto la Prima Divisione, la Serie C e la Serie B, approdando per la prima volta in Serie A (che all'epoca era il secondo livello del campionato nazionale) nel 1964-65. Retrocessa subito in B, La Junior risalì immediatamente con una stagione da 22 vittorie su 22: la scalata alla Serie A (di primo livello) non riuscì però a compiersi. La parabola discendente successiva è poi culminata con l'ammissione alla Serie C2 nel 1979 e con la retrocessione in Serie D l'anno successivo.
Dal 1982 la Junior gioca a livello amatoriale in promozione per 5 stagioni. La serie D arriva nel 1987 e dopo 2 tentativi in serie C finiti con l'immediata retrocessione, nel 1994 si raggiunge la neonata C2 che vedrà la compagine casalese protagonista di spicco fino all'attesa C1 raggiunta nel 1999.
In questo periodo, rileva il Club rossoblu il Dott. Giancarlo Cerutti, AD delle Officine Meccaniche Giovanni Cerutti, azienda leader nel mercato delle macchine da stampa e da imballaggio, che infonde al club linfa economica necessaria per una scalata senza freni. Nel 2001 è già B2 e l'anno successivo la Junior vince il campionato, issandosi in B1.
Sono 3 i campionati nella serie B d'eccellenza. Nel 2005 infatti la squadra casalese, dopo aver vinto la Coppa Italia di Categoria, vince i play-off contro Forlì (a gara-5, giocata in casa) e compie il salto tra i professionisti di Legadue.
La prima stagione nella seconda serie nazionale finisce male per i rosso-blu che, con il 15º posto, vengono retrocessi in B1. Il fallimento di Roseto in A1 determina la serie di ripescaggi dalla quale la Junior riconquista il diritto di partecipare alla Legadue. Nella seconda stagione, arriva Marco Crespi in panchina: sarà allenatore e responsabile dell'area tecnica. Il primo campionato dell'era Crespi si chiude con il 9º posto e, dunque, la qualificazione, per la prima volta nella storia, alla griglia playoff. La Junior termina però subito la sua corsa, sconfitta al primo turno da Rimini.
La stagione 2007-08 vede Casale ottenere durante la stagione regolare il miglior piazzamento, fino a quel momento, della sua storia, grazie al 6º posto finale. I play-off vedono una sconfitta rocambolesca contro Soresina nei quarti di finale, malgrado la vittoria in gara 2 fuori casa.
Dopo altre due stagioni di qualificazione ai playoff, nel 2008-09 sconfitta nuovamente da Soresina e nel 2009-10 da un buzzer beater di Marcellus Kemp in gara 5 di semifinale (con la vincente, la Dinamo Sassari, che salirà in Serie A), la stagione 2010-11 è la migliore di sempre per la società. Per la prima volta vince la regular season: nei playoff, prima elimina Pistoia Basket 2000 3-0, poi Barcellona (ancora 3-0) e in finale l'Umana Venezia per 3-2. È la prima promozione al massimo livello del campionato nella storia della società.
Nella stagione 2011-12, la Città di Casale Monferrato in soli 45 giorni consegna un Palasport omologato per la Serie A: la capienza passa da 2.500 a 3.500 posti. Il nuovo sponsor, che sostituisce Fastweb, è Novipiù, brand del Gruppo Elah Dufour Novi e della famiglia Repetto. La stagione, però, è costellata di episodi sfortunati. Poi, il 5 febbraio, all'indomani di una clamorosa sconfitta con Pallacanestro Varese, l'allenatore e responsabile dell'area sportiva Marco Crespi rimette il suo mandato nelle mani del presidente Cerutti, che accetta le dimissioni. La stagione in A viene conclusa dal vice Andrea Valentini, che vincendo solo 3 gare su 13 non riesce ad invertire la tendenza. E la Novipiù torna in Legadue.
Poco dopo la conclusione della stagione 2012-13, con Marco Martelli promosso da Direttore Sportivo a General Manager e con Giulio Griccioli allenatore, stagione che termina in semifinale playoff, con la sconfitta 3-1 contro Pistoia, la Junior vive un momento di grande crisi. Comunica infatti di voler rinunciare alla Legadue per il disinteressamento di alcuni sponsor e per la difficoltà di chiudere il budget, con l'intenzione di ripartire dalle serie minori e con un progetto di solo Settore Giovanile. Ma pochi giorni prima della deadline per l'iscrizione, il Consiglio d'Amministrazione decide di iscriversi regolarmente al campionato. Che, dopo un inizio difficoltoso, vede  una Novipiù capace di conquistare la salvezza, obiettivo stagionale, con 5 giornate d'anticipo.
Nella stagione 2014-15, Giulio Griccioli lascia per tentare l'avventura in Serie A con l'Orlandina Basket. Al suo posto, la dirigenza casalese chiama Marco Ramondino, coach più giovane del campionato, che per tre stagioni condurrà la Junior ad altrettante qualificazioni ai Playoff: la prima arrivando fino alla semifinale, la seconda uscendo solo alla quinta partita contro Treviso (miglior squadra della Regular Season) e nel 2016-17 combattendo ad armi pari contro la Virtus Bologna, vincendo pure una gara al Paladozza.
Nella stagione 2017/18, sempre sotto la guida di Marco Ramondino, per il quarto anno, la Junior si caratterizza per l'ottimo inizio di campionato con 10 vittorie consecutive nelle prime 10 partite, battendo molti record. La stagione si conclude con la Junior nella prima posizione del girone ovest, sempre in testa per tutto il campionato. Nei play off la formazione casalese sconfigge Jesi, Udine e Bologna, ma perde in finale contro Alma Pallacanestro Trieste che torna in Serie A.
Nell'estate del 2020 la società comunica di non iscriversi al successivo campionato di Serie A2 cedendo il titolo sportivo alla neonata J Basket Monferrato, iscrivendo la squadra senior in serie C Gold (dopo avere acquisito il titolo sportivo per tale categoria dall’altra società casalese CB Team) e mantenendo il settore giovanile. La Junior mantiene inoltre il proprio storico numero di affiliazione.
Per la stagione 2020-2021 viene nominato coach l'ex capitano della stagione della promozione in A2 Davide Cristelli; la Junior dovrebbe disputare la Serie C Gold Piemonte, ma dopo il rinvio della partenza del campionato alla primavera del 2021 per l'emergenza Covid-19 decide di non parteciparvi.
Nella stagione 2021-2022 Davide Cristelli viene confermato coach della squadra, che partecipa al campionato Serie C Gold Piemonte. Alla fine della stagione, vincendo i playoff in finale contro Collegno, la Junior conquista la promozione in Serie B.

## Cronistoria

### Cronistoria dettagliata
| Stagione  | Denominazione     | Serie    | Posiz.  | Post-season              | Coppa Italia     | Coppe europee | Formazione |
| --------- | ----------------- | -------- | ------- | ------------------------ | ---------------- | ------------- | --- |
| 2018-2019 | Novipiù           | A2 Ovest | 7 (16)  | primo turno play-off     | -                | -             | |
| 2017-2018 | Novipiù           | A2 Ovest | 1 (16)  | finale play-off          | Quarti di finale | -             | |
| 2016-2017 | Novipiù           | A2 Ovest | 7 (16)  | primo turno play-off     | -                | -             | 1 Jordan Tolbert, 4 Mitja Nikolic, 6 Davide Denegri, 7 Giovanni Tomassini, 8 Nicola Natali, 11 Brett Blizzard, 13 Fabio Di Bella, 14 Niccolò Martinoni, 15 Obinna Emegano, 16 Luca Severini,17 Eric Ruiu, 18 Guglielmo De Ros, 20 Fabio Valentini, 21 Simone Bellan, 22 Alberto Ielmini, all. Marco Ramondino                                                  |
| 2015-2016 | Novipiù           | A2 Ovest | 8 (16)  | primo turno play-off     | -                | -             | 1 William Saunders, 1 Kyle Alexander Johnson, 4 Giovanni De Nicolao, 5 T.J. Bray, 7 Giovanni Tomassini, 8 Nicola Natali, 11 Brett Blizzard, 13 Davide Denegri, 14 Niccolò Martinoni, 15 Nikolaj Vangelov, 17 Eric Ruiu, 20 Abdel Kader Pierre Fall, 55 Luca Valentini, all. Marco Ramondino                                                                    |
| 2014-2015 | Novipiù           | A2 Gold  | 4 (14)  | semifinale play-off      | -                | -             | 5 Edoardo Giovara, 6 Andrea Amato, 7 Giovanni Tomassini, 8 Nicola Natali, 9 Povilas Butkevičius, 11 Brett Blizzard, 14 Niccolò Martinoni, 15 Luca Rattalino, 15 Antonio Cometti, 17 Eric Ruiu, 18 Fabio Valentini, 20 Abdel Kader Pierre Fall, 21 Luca Valentini, 23 Matteo Giovara, 30 Jamar Lascells Samuels, 34 Jermaine Marshall, all. Marco Ramondino     |
| 2013-2014 | Novipiù           | A2 Gold  | 12 (16) | -                        | -                | -             | 4 Juan Marcos Casini, 5 Edoardo Giovara, 6 Davide Bruttini, 7 Federico Di Prampero, 9 Andrea Amato, 11 Kevin Dillard, 14 Niccolò Martinoni, 19 Donato Cutolo, 20 Abdel Kader Pierre Fall, 22 David Jackson, all. Giulio Griccioli |
| 2012-2013 | Novipiù           | Legadue  | 3 (15)  | semifinale play-off      | -                | -             | 5 Matteo Malaventura, 6 Rodney Green, 8 Riccardo Antonelli, 9 Povilas Butkevičius, 10 Simone Pierich, 11 Edoardo Giovara, 13 Diego Monaldi, 14 Niccolò Martinoni, 21 Giancarlo Ferrero, 22 Casper Ware, all. Giulio Griccioli |
| 2011-2012 | Novipiù           | Serie A  | 16 (16) | retrocessa in Legadue    | -                | -             | 4 Simone Berti, 5 Matteo Malaventura, 6 Stefano Gentile, 7 Jasmin Hukić, 9 Oluoma Nnamaka, 10 Simone Pierich, 11 Niccolò Martinoni, 12 Joseph Trapani, 13 David Chiotti, 14 Garrett Temple, 17 Oliver Stević, 20 Giancarlo Ferrero, 22 Mustapha Shakur, 23 Matt Janning, 24 Ricky Minard, 33 Michael Dunigan, all. Marco Crespi, Andrea Valentini (dal 5/2/12) |
| 2010-2011 | Fastweb           | Legadue  | 1 (16)  | promossa in Serie A      | semifinale       | -             | 5 Matteo Malaventura, 6 Stefano Gentile, 7 Ricky Hickman, 9 Oluoma Nnamaka, 10 Simone Pierich, 11 Donell Taylor, 12 Stefano Masciadri, 13 David Chiotti, 14 Tommaso Fantoni, 20 Giancarlo Ferrero, 22 Roberto Francione, all. Marco Crespi |
| 2009-2010 | Fastweb           | Legadue  | 4 (16)  | semifinale play-off      | -                | -             | 4 Marcus Hall, 7 David Cournooh, 8 Nick George, 10 Simone Pierich, 13 David Chiotti, 14 Tommaso Fantoni, 15 Bernd Volcic, 18 Marco Tagliabue, 19 Andrea Ghiacci, 20 Giancarlo Ferrero, 21 Jarrius Jackson, all. Marco Crespi |
| 2008-2009 | Fastweb           | Legadue  | 4 (16)  | semifinale play-off      | -                | -             | 4 Zabian Dowdell, 5 Donte Mathis, 6 Jamar Smith, 7 Giovanni Rugolo, 9 Matteo Formenti, 10 Simone Pierich, 14 Tommaso Fantoni, 18 Marco Tagliabue, 19 Andrea Ghiacci, 20 Alessandro Garofalo, 21 Nick George, all. Marco Crespi |
| 2007-2008 | Fastweb           | Legadue  | 6 (16)  | quarti play-off          | -                | -             | 4 Cristiano Fazzi, 5 Taguan Dean, 6 Donte Mathis, 7 Otis George, 8 Troy Bell, 9 Matteo Formenti, 10 Simone Pierich, 15 Bernd Volcic, 18 Marco Tagliabue, 20 Alessandro Garofalo, all. Marco Crespi |
| 2006-2007 | Junior            | Legadue  | 9 (16)  | quarti play-off          | -                | -             | - |
| 2005-2006 | Curtiriso         | Legadue  | 15 (16) | retrocessa in B1         | -                | -             | - |
| 2004-2005 | Junior            | B1       | 1 (16)  | promossa in Legadue      | vincitrice       | -             | - |
| 2003-2004 | Krumiri Bistefani | B1       | 5 (16)  | elim semifinali play-off | 1ª fase          | -             | - |
| 2002-2003 | Krumiri Bistefani | B1       | 6 (16)  | elim quarti play-off     | 1ª fase          | -             | - |

## Palmarès
- Coppa Italia LNP: 1

2005

## Presidenti e allenatori
- 1956-1958 - Attilio Pezzana
- 1958-1959 - Ambrogio Giorcelli
- 1959-1980 - Giovanni Daghino
- 1980-1981 - Giorgio Roncarolo
- 1981-1982 - Piero Mesturini
- 1982-1983 - Mario Oddone
- 1983-1984 - Gianni Balocco
- 1984-1986 - Arsenio (Ennio) Fulgini
- 1986-1994 - Giuseppe Manassero
- 1994-1998 - Piero Mesturini
- 1998-2000 - Marcello Licciardello
- 2000-oggi - Giancarlo Cerutti

- 1956-1957 - Giorgio Santolli
- 1957-1958 - Ferruccio Garis
- 1958-1960 - Luigino Coppo
- 1960-1961 - Romano Guidotti
- 1961-1962 - Mario Oddone
- 1962-1963 - Giorgio Scienza
- 1963-1965 - Marcello Motto
- 1965-1967 - Lajos Tóth
- 1967-1968 - Claudio Piotti
- 1968-1969 - Marcello Motto
- 1969-1972 - Giorgio Scienza
- 1972-1976 - Vittorio Tracuzzi
- 1976-1978 - Renzo Varvello
- 1978-1979 - Marcello Motto
- 1979-1980 - Nicola D’Ambrosio
- 1980 - Giorgio Bernardi
- 1980-1981 - Enrico Casiraghi
- 1981-1982 - Enzo Riboldi
- 1982-1983 - Gianni Ferraris
- 1983-1984 - Enzo Riboldi
- 1984-1986 - Gianni Bacco
- 1986 - Enrico Barbieri
- 1986-1987 - Gianni Filiberti
- 1987-1990 - Giampiero Poletti
- 1990-1991 - Renzo Varvello
- 1991-1992 - Giorgio Scienza
- 1992-1994 - Paolo Pansa
- 1994-1995 - Giampiero Poletti
- 1995-1997 - Santino Farina
- 1997-2000 - Giuseppe Barbera
- 2000-2001 - Franco Morini
- 2001-2002 - Stefano Vanoncini
- 2002-2003 - Gianluigi Galetti
- 2003 - Giuseppe Barbera
- 2003-2004 - Stefano Vanoncini
- 2004 - Giuseppe Barbera
- 2004-2005 - Franco Ciani
- 2005 - Giuseppe Barbera
- 2005-2006 - Franco Gramenzi
- 2006-2012 - Marco Crespi
- 2012 - Andrea Valentini
- 2012-2014 - Giulio Griccioli
- 2014-2018 - Marco Ramondino
- 2018-2020 - Mattia Ferrari
- 2020-oggi - Davide Cristelli

## Sponsor
- Novipiù
- Zerbinati
- Buzzi Unicem
- Pastorfrigor
- Krumiri Rossi Portinaro
- BCube
- Santoro
- Prete Auto

### Radio
- Radio Vand'A

### Televisione
- JC TV